# 유기천 (법학자)
유기천(劉基天, 1915년 7월 5일 ~ 1998년 6월 26일)은 대한민국의 법학자이자 대학 총장이다. 제9대 서울대학교 총장을 지냈다.

## 생애
평양에서 태어났다. 1943년 동경제국대학 법학부를 졸업했다. 1946년부터 경성법학전문학교와 서울대 교수로 일했다. 1959년 서울대 교무처장, 1965년 제9대 서울대 총장을 지냈다. 1972년 미국으로 이주해서 플로리다주 푸에르토리코 국민대학의 객원교수, 캘리포니아주 샌디에이고 법학대학 교수를 지냈다.